# Pavlo Ushkvarok
Pavlo Ushkvarok, född 6 juli 1983 i Charkov, Ukrainska SSR,, Sovjetunionen (nuvarande Ukraina), är en ukrainsk orienterare som ingick i stafettlaget som tog brons vid VM 2013.